# Wanda Zofia Bosiak
Wanda Zofia Bosiak (ur. 18 kwietnia 1918, zm. 1 stycznia 1993) – polska poetka, autorka opowiadań, wspomnień wojennych, działaczka harcerska w krakowskich Łagiewnikach.

## Życiorys
Urodziła się na Żywiecczyźnie, ale od dzieciństwa mieszkała w krakowskich Łagiewnikach. Po ukończeniu szkoły wstąpiła do harcerstwa. W 1936 roku zorganizowała zastęp harcerek w Łagiewnikach, który dał początek późniejszej 20 Drużynie Harcerek im. Marii Curie Skłodowskiej. Za działalność instruktorską w ZHP została odznaczona Harcerskim Krzyżem "Za zasługi dla ZHP". Pisała głównie wiersze ale także opowiadania. 
Jest autorką wspomnień odnoszących się do okupacji niemieckiej Krakowa, a szczególnie Łagiewnik w czasie II wojny światowej. Należała do Grupy Literackiej "Gronie" przy Towarzystwie Miłośników Ziemi Żywieckiej. Jej wiersze publikowane były w takich czasopismach jak "Przyroda Polska", "Przewodnik Katolicki" czy "Dziennik Polski". Wanda Zofia Bosiak bardzo często prezentowała swoją twórczość na spotkaniach w dworku w Bronowicach Małych. 
Została pochowana na cmentarzu w Krakowie Łagiewnikach. Została wpisana do Księgi Zasłużonych dla Łagiewnik, którą prowadzi - Łagiewnickie Towarzystwo Kulturalne.

## Publikacje Wandy Zofii Bosiak
- Wanda Zofia Bosiak, Żywiecczyźnie wierni, Żywiec 1985.
- Wanda Zofia Bosiak, Z Krakowem w sercu, Kraków 1988.
- Wanda Zofia Bosiak, Z dna mojego smutku, Kraków 1989.

## Publikacje o Wandzie Zofii Bosiak
- Danuta Górszczyk, Recenzja: Z Krakowem w sercu [w:] Echo Krakowa 1989 nr 28 s. 3.
- Tadeusz Śliż, Wanda Zofia Bosiak. Wspomnienia pośmiertne, Karta Groni, 1995 nr 18, s. 163-164.
- Biogram oraz fragmenty wspomnień i wybrane wiersze [w:] Łagiewniki krakowskie, pod red. Jerzy Wardas, Kraków 2010, s. 157-164.